# Arnd Diringer
Arnd Diringer (* 10. Juni 1972) ist ein deutscher Jurist, Publizist und Hochschullehrer. Er arbeitet in den Bereichen Verfassungsrecht, Zivilrecht und Arbeitsrecht.

## Leben und Wirken
Diringer studierte 1992 bis 1996 Rechtswissenschaften in Bayreuth und Erlangen und war wissenschaftlicher Assistent am Lehrstuhl für Bürgerliches Recht, Steuerrecht, Arbeits- und Sozialrecht an der Universität Bayreuth. In seiner Dissertation an der Universität Erlangen 1999 schrieb er über verfassungsrechtliche Fragen im Zusammenhang mit der Scientology-Organisation.
Nach dem Vorbereitungsdienst für den höheren Justiz- und Verwaltungsdienst im Freistaat Bayern 1999 bis 2001 und Übernahme der Leitung der Zentrale Dienste Arbeits- und Tarifrecht der Asklepios Kliniken wechselte Diringer zur Allianz Lebensversicherung AG in den Fachbereich Personal-Leitung. Zudem war er als Rechtsanwalt tätig.
Seit 2005 lehrt er als Professor Zivilrecht und Strafrecht an der Hochschule Ludwigsburg. Er leitet dort die Forschungsstelle für Arbeitsrecht.
Daneben ist er als Publizist aktiv. Er hat mehrere Fachbücher und Fachkommentare vor allem zum Arbeitsrecht, aber auch zum Verfassungs- und Zivilrecht geschrieben. Er veröffentlichte Gastkommentare in der Legal Tribune Online und der Frankfurter Allgemeine Zeitung. Von 2020 bis 2024 schrieb er die Kolumne Recht behalten! für die Wochenzeitung Welt am Sonntag.

## Veröffentlichungen (Auswahl)
- Scientology, Schriften zum Staatskirchenrecht Band 9, Peter Lang Verlag, Frankfurt am Main 2003
- Die Brücke zur völligen Freiheit? Struktur, Dogmatik und Handlungspraxis der Scientology-Organisation, EZW-Texte Band 188 Evangelische Zentralstelle für Weltanschauungsfragen, 2007
- Jura-Zitate, Richard Boorberg Verlag, Stuttgart 2019
- Wiley-Schnellkurs Arbeitsrecht, Wiley, Weinheim 2019
- Private Meinungsäußerungen in sozialen Medien als Kündigungsgrund, in: Arbeiten 4.0 in der Unternehmenspraxis, Berlin 2020